# Gintaras Krapikas
Gintaras Krapikas (Kretinga, Lituania, 6 de julio de 1961) es un exbaloncestista lituano que medía 1,97 metros y cuya posición en la cancha era la de escolta. Consiguió 2 medallas en competiciones oficiales con la selección de Lituania

## Clubes
- 1984-1990 Žalgiris Kaunas
- 1995-1999  Tus Iserlohn